# Frank Kales
Frank Kales (18 aprile 1942 – 8 dicembre 2023) è stato un cestista e dirigente sportivo olandese.

## Carriera
Con i Paesi Bassi ha disputato i Campionati europei del 1967.